# Дукуре, Мамаду
Мамаду́ Дукуре́ (фр. Mamadou Doucouré; 21 мая 1998 года, Дакар, Сенегал) — французский футболист сенегальского происхождения, защитник.

## Клубная карьера
Мамаду родился в Сенегале. В детстве вместе с родителями эмигрировал во Францию, в Париж. С восьми лет тренировался в академии одноимённого клуба, с 13 стал играть в ведущей французской академии клуба «Пари Сен-Жермен».
С 2015 года - игрок второй команды. 15 августа 2015 года дебютировал в профессиональном футболе в поединке против «Васкаля». Всего за вторую команду сыграл три встречи. Вызывался в основную команду, один раз был в заявке на матч. Также принимал участие в Юношеской лиге УЕФА 2015/16, где в финале уступил юношам из «Челси».
17 июня 2016 года подписал пятилетний контракт с мёнхенгладбхаской «Боруссией».

## Карьера в сборной
Играл в юношеских сборных Франции различных возрастов. Стал чемпионом Европы среди юношей до 17 лет в 2015 году, сыграв на турнире во всех шести встречах. Единожды отличился. Принимал участие в чемпионате мира 2015 года среди юношеских команд.

## Достижения
Международные
- Победитель чемпионата Европы (до 17 лет) (1): 2015